# Triumph (Album)
Triumph ist ein im Oktober 1980 von den Jacksons veröffentlichtes Album. Das bei CBS/Epic erschienene Album wurde von den Jacksons produziert. Es erreichte Platinstatus in den USA. Bei dem Album stand die Stimme von Leadsänger Michael Jackson im Vordergrund. Die erfolgreichsten Singles waren This Place Hotel (a.k.a Heartbreak Hotel) und Can You Feel It. Letztere sorgte auch mit einem aufwendigen Musikvideo mit aufwendigen Effekten für Aufsehen.
Heartbreak Hotel wurde später zu This Place Hotel umbenannt um Verwechslungen mit dem gleichnamigen Lied von Elvis Presley zu vermeiden. Das Album wurde 2008 als CD mit drei Bonustracks wiederveröffentlicht.

## Titelliste
1. Can You Feel It (J. Jackson/M. Jackson) – 6:00
2. Lovely One (M. Jackson/R. Jackson) – 4:52
3. Your Ways (J. Jackson) – 4:31
4. Everybody (M. Jackson/T. Jackson/McKinney) – 5:00
5. This Place Hotel (a.k.a. Heartbreak Hotel) (M. Jackson) – 5:44
6. Time Waits for No One (J. Jackson/R. Jackson) – 3:24
7. Walk Right Now (M. Jackson/J. Jackson/R. Jackson) – 6:29
8. Give It Up (M. Jackson/R. Jackson) – 4:20
9. Wondering Who (J. Jackson/R. Jackson) – 4:19

### Legacy Edition (veröffentlicht am 1. Oktober 2008)
1. Can You Feel It (J. Jackson/M. Jackson) – 6:00
2. Lovely One (M. Jackson/R. Jackson) – 4:52
3. Your Ways (J. Jackson) – 4:31
4. Everybody (M. Jackson/T. Jackson/McKinney) – 5:00
5. This Place Hotel (M. Jackson) – 5:44
6. Time Waits for No One (J. Jackson/R. Jackson) – 3:24
7. Walk Right Now (M. Jackson/J. Jackson/R. Jackson) – 6:29
8. Give It Up (M. Jackson/R. Jackson) – 4:20
9. Wondering Who (J. Jackson/R. Jackson) – 4:19
10. This Place Hotel (Single Version) – 4:52
11. Walk Right Now (John Luongo Disco Mix) – 7:36
12. Walk Right Now (John Luongo Instrumental Mix) – 6:58

### Triumph (Expanded Version) (digital veröffentlicht am 30. April 2021)
1. Can You Feel It (J. Jackson/M. Jackson) – 6:00
2. Lovely One (M. Jackson/R. Jackson) – 4:52
3. Your Ways (J. Jackson) – 4:31
4. Everybody (M. Jackson/T. Jackson/McKinney) – 5:00
5. This Place Hotel (M. Jackson) – 5:44
6. Time Waits for No One (J. Jackson/R. Jackson) – 3:24
7. Walk Right Now (M. Jackson/J. Jackson/R. Jackson) – 6:29
8. Give It Up (M. Jackson/R. Jackson) – 4:20
9. Wondering Who (J. Jackson/R. Jackson) – 4:19
10. Can You Feel It (Jacksons X MLK Remix) 7:35
11. Can You Feel It (Island Remix) 5:45
12. Can You Feel It (Kirk Franklin Remix) 5:48
13. Can You Feel It (7″ Version) 3:50
14. Lovely One (7″ Version) 3:48
15. This Place Hotel (a.k.a. Heartbreak Hotel) (7″ Version) 4:50
16. Walk Right Now (7″ Version) 4:25
17. Walk Right Now (7″ Version - John Luongo Special Remix) 5:48
18. Walk Right Now (12″ Version - Lohn Luongo Disco Mix) 7:36
19. Walk Right Now (12″ Version - John Luongo Instrumental Mix) 6:58[1]

## Charts

### Album
| Jahr | Titel   | Höchstplatzierung, Gesamtwochen, AuszeichnungChartplatzierungen (Jahr, Titel, Platzierungen, Wochen, Auszeichnungen, Anmerkungen) | Höchstplatzierung, Gesamtwochen, AuszeichnungChartplatzierungen (Jahr, Titel, Platzierungen, Wochen, Auszeichnungen, Anmerkungen) | Höchstplatzierung, Gesamtwochen, AuszeichnungChartplatzierungen (Jahr, Titel, Platzierungen, Wochen, Auszeichnungen, Anmerkungen) | Anmerkungen           |
| Jahr | Titel   | UK | US | R&B | Anmerkungen           |
| ---- | ------- | --- | --- | --- | --------------------- |
| 1980 | Triumph | UK13 Gold · (16 Wo.)UK | US10 Platin · (29 Wo.)US | R&B1 (39 Wo.)R&B | Verkäufe: + 1.400.000 |

### Singles
| Jahr | Titel Album                                | Höchstplatzierung, Gesamtwochen, AuszeichnungChartplatzierungen (Jahr, Titel, Album, Platzierungen, Wochen, Auszeichnungen, Anmerkungen) | Höchstplatzierung, Gesamtwochen, AuszeichnungChartplatzierungen (Jahr, Titel, Album, Platzierungen, Wochen, Auszeichnungen, Anmerkungen) | Höchstplatzierung, Gesamtwochen, AuszeichnungChartplatzierungen (Jahr, Titel, Album, Platzierungen, Wochen, Auszeichnungen, Anmerkungen) | Anmerkungen        |
| Jahr | Titel Album                                | UK | US | R&B | Anmerkungen        |
| ---- | ------------------------------------------ | --- | --- | --- | ------------------ |
| 1980 | Lovely One                                 | UK29 (6 Wo.)UK | US12 (18 Wo.)US | R&B2 (18 Wo.)R&B |                    |
| 1980 | This Place Hotel (a.k.a. Heartbreak Hotel) | UK44 (6 Wo.)UK | US22 (16 Wo.)US | R&B2 (17 Wo.)R&B |                    |
| 1981 | Can You Feel It                            | UK6 Silber · (18 Wo.)UK | US77 (5 Wo.)US | R&B30 (9 Wo.)R&B | Verkäufe: +200.000 |
| 1981 | Walk Right Now                             | UK7 (11 Wo.)UK | US73 (4 Wo.)US | R&B50 (10 Wo.)R&B |                    |